# Bulbophyllum cryptanthoides
Bulbophyllum cryptanthoides là một loài phong lan thuộc chi Bulbophyllum.